# Пирамида Меренра I

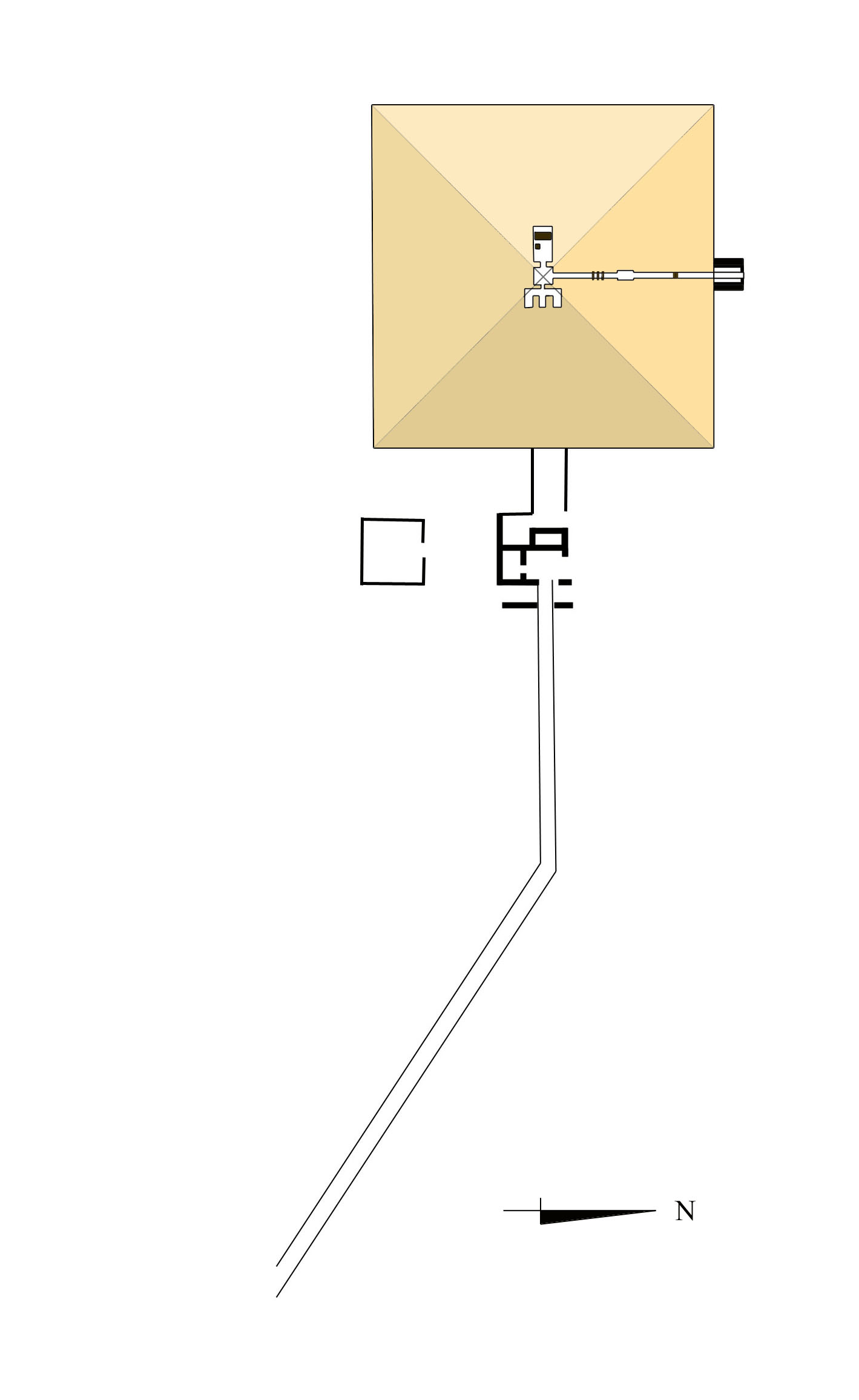
Диаграмма пирамиды.

Пирамида фараона Меренра была построена для Меренра Немтьемсафа I во время VI династии Египта в Саккаре в 450 метрах (1480 футов) к юго-западу от пирамиды Пепи I и на таком же расстоянии от пирамиды Джедкара Исеси. Её древнее название было «Сияет красота Меренра» или, возможно, «Совершенство явлений Меренра». Сегодня она состоит в основном из руин; до неё трудно добраться, и она закрыта для публики.
Пирамида была построена высотой 52,5 метра (172 фута 3 дюйма), длиной основания 78,75 метра (258 футов 4 дюйма) и наклоном 53°07'48". Длина мощёной дорожки составляет 250 метров (820 футов), а комплекс был окружен стеной из сырцового кирпича.
Были обнаружены только следы погребального храма, и свидетельства указывают на то, что строительство было внезапно остановлено в какой-то момент и, вероятно, никогда не возобновлялось после смерти фараона.
Вход в погребальные камеры находится с северной стороны, которая спускается в преддверие, где ещё одна шахта ведет в предкамеру. Справа от прихожей — погребальная камера; слева ещё одна небольшая комната, сердаб. В погребальной камере у стены стоял саркофаг, украшенный полихромными рельефами; когда нашли, он был в хорошем состоянии, хотя был разграблен. Потолок погребальной камеры выполнен в астрологической тематике и усыпан звёздами.

## Раскопки
Пирамида была впервые исследована в 1830-х годах Джоном Перрингом. Позже, в 1880-х годах, подземные покои исследовал Гастон Масперо, который искал тексты пирамиды (надписи на стенах, описывающие правление фараона); его экспедиция обнаружила внутри пирамиды мумию, которая, как предполагалось, была из более позднего захоронения, хотя некоторые современные учёные теперь считают, что это была мумия Меренра. Если так, то это самая старая из известных мумий. С конца XX века в этом месте работала французская группа под руководством Жана Леклана.